# 1966年ベルギーグランプリ
1966年ベルギーグランプリ (1966 Belgian Grand Prix) は、1966年のF1世界選手権第2戦として、1966年6月12日にスパ・フランコルシャンで開催された。
ベルギーグランプリの開催は26回目で、1周14.1kmのコースを28周する395kmのレースで行われた。
本レースはフェラーリ・312をドライブしたジョン・サーティースが優勝した。サーティースは1964年イタリアグランプリ以来4回目の優勝であった。42秒差でクーパー・T81をドライブしたヨッヘン・リントが2位となり、クーパーは3リッターのマセラティV12エンジンとのコンビネーションで初の表彰台を獲得した。サーティースのチームメイトのロレンツォ・バンディーニは246-66で3位となり、開幕戦モナコグランプリに続き表彰台を獲得し、ドライバーズポイントで開幕2戦の勝者ジャッキー・スチュワートとサーティースを上回り、トップに立った。

## レース概要
レースは前年の32周から28周に短縮された。激しい暴風雨のため、1周目で半分以上のドライバーがアクシデントによってリタイアし、2周目に入った時には7台しか残っていなかった。4人のドライバーが滝のような雨が降るビュルナンヴィルコーナーでクラッシュした。ヨアキム・ボニエのクーパー・T81はバランスを崩してクラッシュし、車の前半分が空中に舞った。ジャッキー・スチュワートのBRM・P261はマスタキンクの電柱に激突してクラッシュ、マシンは大破して裏返しとなり、農舎の地階に逆さまに突っ込み、しばらくマシンに閉じこめられた。さらにマシンからガソリンが漏れ始めたが幸い火災は発生せず、スチュワートの近くでマシンを止めた後続のグラハム・ヒルとボブ・ボンドゥラントが自らのレースを捨てて救出にあたり、スチュワートは骨折程度で助かった。ジャック・ブラバムのブラバム・BT19は135 mph (217 km/h)でマスタキンクを過ぎていったが、コントロールを取り戻してレースに復帰した。コース上はあまりにも多くの水があり、1周目にジム・クラークがドライブするロータス・33のクライマックスエンジンが浸水するほどであった。なお、1周目はグリーンフラッグで走っている。
本レースは映画「グラン・プリ」のために撮影された。この映画の8分間で、ライブ映像とモックアップされたレースシーンの組み合わせが使われた。ライブ映像には、ジョン・サーティース、ボニエ、ロレンツォ・バンディーニ、ギ・リジェ、クラーク、ダン・ガーニー（自身が立ち上げたイーグルでのF1初出走）が実際に登場する。サーティースはジャン＝ピエール・サルティの役名で、バンディーニもニーノ・バルリーニの役名でそれぞれ出演している。映画上のベルギーGPの時点で重傷を負っているスコット・ストッダード役のジャッキー・スチュワートを出演させないように配慮した。なお先述の通り、スチュワートは1周目のクラッシュで早々と姿を消している。架空の日本チーム「ヤムラ」のモデルとなった白いマクラーレンは予選でのマシントラブルのため、決勝に出走しなかった。なお、マクラーレンはインディ500用のフォードV8エンジンを改良するため、暫定的にセレニッシマのV8エンジンを使用した。ピート・アロン役の俳優ジェームズ・ガーナーがヤムラに乗るシーンを撮影するため、ボンドゥラントのマシンが白く塗られることになった。フィル・ヒルはノーズにカメラが搭載された撮影用マシンでコースを1周した。彼は1周目のアクシデントから逃れて、その場面の映像を撮影することができた。
スチュワートはレース後、レースの安全性の啓蒙活動を進めるようになり、それは7年後の1973年にF1ドライバーから引退した後も続いた。
フェラーリ・312を駆るサーティースが1周目の多重事故を回避して首位に立ち、暫定マシンの246-66を駆るチームメイトのバンディーニも一時トップに躍り出る。ヨッヘン・リントは360度スピンを成功させつつ、サーティースを抜いてしばしトップを走行するが、サーティースはレース終盤になってから猛然と追い上げ、首位の座を取り戻して優勝した。しかし、サーティースは翌週に行われるル・マン24時間レースでペアを組むドライバーの起用を巡ってエウジェニオ・ドラゴーニ監督と衝突し、フェラーリを去ることになる。

## エントリーリスト
| チーム                                     | No. | ドライバー                                  | コンストラクター | シャシー | エンジン                    | タイヤ |
| ------------------------------------------ | --- | ------------------------------------------- | ---------------- | -------- | --------------------------- | ------ |
| ブラバム・レーシング・オーガニゼーション   | 3   | ジャック・ブラバム                          | ブラバム         | BT19     | レプコ 620 3.0L V8          | G      |
| ブラバム・レーシング・オーガニゼーション   | 4   | デニス・ハルム                              | ブラバム         | BT22     | クライマックス FPF 2.8L L4  | G      |
| スクーデリア・フェラーリ SpA SEFAC         | 6   | ジョン・サーティース                        | フェラーリ       | 312/66   | フェラーリ 218 3.0L V12     | F D 1  |
| スクーデリア・フェラーリ SpA SEFAC         | 7   | ロレンツォ・バンディーニ                    | フェラーリ       | 246-66   | フェラーリ 228 2.4L V6      | F D 1  |
| チーム・シャマコ・コレクト                 | 8   | ボブ・ボンドゥラント 2 ビック・ウィルソン 3 | BRM              | P261     | BRM P60 2.0L V8             | G      |
| チーム・ロータス                           | 10  | ジム・クラーク                              | ロータス         | 33       | クライマックス FWMV 2.0L V8 | F      |
| チーム・ロータス                           | 11  | ピーター・アランデル 4                      | ロータス         | 43       | BRM P75 3.0L H16            | F      |
| オーウェン・レーシング・オーガニゼーション | 14  | グラハム・ヒル                              | BRM              | P261     | BRM P60 2.0L V8             | D      |
| オーウェン・レーシング・オーガニゼーション | 15  | ジャッキー・スチュワート                    | BRM              | P261     | BRM P60 2.0L V8             | D      |
| レグ・パーネル・レーシング                 | 16  | マイク・スペンス                            | ロータス         | 25       | BRM P56 2.0L V8             | F      |
| レグ・パーネル・レーシング                 | 17  | ポール・ホーキンス 5                        | ロータス         | 25       | クライマックス FPF 2.8L L4  | F      |
| クーパー・カー・カンパニー                 | 18  | リッチー・ギンサー                          | クーパー         | T81      | マセラティ 9/F1 3.0L V12    | D      |
| クーパー・カー・カンパニー                 | 19  | ヨッヘン・リント                            | クーパー         | T81      | マセラティ 9/F1 3.0L V12    | D      |
| アングロ・スイス・レーシングチーム         | 20  | ヨアキム・ボニエ                            | クーパー         | T81      | マセラティ 9/F1 3.0L V12    | F      |
| R.R.C. ウォーカー・レーシングチーム        | 21  | ジョー・シフェール                          | クーパー         | T81      | マセラティ 9/F1 3.0L V12    | D      |
| ギ・リジェ                                 | 22  | ギ・リジェ                                  | クーパー         | T81      | マセラティ 9/F1 3.0L V12    | D      |
| ブルース・マクラーレン・モーターレーシング | 24  | ブルース・マクラーレン                      | マクラーレン     | M2B      | セレニッシマ 3.0L V8        | F      |
| ブルース・マクラーレン・モーターレーシング | 25  | クリス・エイモン 6                          | マクラーレン     | M2B      | フォード 406 3.0L V8        | F      |
| アングロ・アメリカン・レーサーズ           | 27  | ダン・ガーニー                              | イーグル         | T1F      | クライマックス FPF 2.8L L4  | G      |
| ソース:                                    |     |                                             |                  |          |                             |        |

追記
- ^1 - フェラーリ勢はファイアストンタイヤを使用していたが、雨となった決勝のみダンロップのレインタイヤを使用した[5]
- ^2 - 映画「グラン・プリ」の撮影にあたり、マクラーレンがマシントラブルにより決勝出走を見合わせたため、決勝はマクラーレンのカーナンバー24を使用し、マシンは白く塗り直された
- ^3 - 予選のみ、ボンドゥラントとともに走行
- ^4 - エンジンが準備できず[8]
- ^5 - エントリーしたが出場せず[8]
- ^6 - マシンが準備できず[8]

## 結果

### 予選
| 順位    | No. | ドライバー               | コンストラクター          | タイム | 差      | グリッド |
| ------- | --- | ------------------------ | ------------------------- | ------ | ------- | -------- |
| 1       | 6   | ジョン・サーティース     | フェラーリ                | 3:38.0 | -       | 1        |
| 2       | 19  | ヨッヘン・リント         | クーパー-マセラティ       | 3:41.2 | +3.2    | 2        |
| 3       | 15  | ジャッキー・スチュワート | BRM                       | 3:41.5 | +3.5    | 3        |
| 4       | 3   | ジャック・ブラバム       | ブラバム-レプコ           | 3:41.8 | +3.8    | 4        |
| 5       | 7   | ロレンツォ・バンディーニ | フェラーリ                | 3:43.8 | +5.8    | 5        |
| 6       | 20  | ヨアキム・ボニエ         | クーパー-マセラティ       | 3:44.3 | +6.3    | 6        |
| 7       | 16  | マイク・スペンス         | ロータス-BRM              | 3:45.2 | +7.2    | 7        |
| 8       | 18  | リッチー・ギンサー       | クーパー-マセラティ       | 3:45.4 | +7.4    | 8        |
| 9       | 14  | グラハム・ヒル           | BRM                       | 3:45.6 | +7.6    | 9        |
| 10      | 10  | ジム・クラーク           | ロータス-クライマックス   | 3:45.8 | +7.8    | 10       |
| 11      | 8   | ボブ・ボンドゥラント     | BRM                       | 3:50.5 | +12.5   | 11 1     |
| 12      | 22  | ギ・リジェ               | クーパー-マセラティ       | 3:51.1 | +13.1   | 12       |
| 13      | 4   | デニス・ハルム           | ブラバム-クライマックス   | 3:51.4 | +13.4   | 13       |
| 14      | 21  | ジョー・シフェール       | クーパー-マセラティ       | 3:53.8 | +15.8   | 14       |
| 15      | 27  | ダン・ガーニー           | イーグル-クライマックス   | 3:57.6 | +19.6   | 15       |
| 16      | 24  | ブルース・マクラーレン   | マクラーレン-セレニッシマ | 3:57.6 | +19.6   | DNS 2    |
| -       | 28  | フィル・ヒル             | マクラーレン-フォード     | 4:01.7 | +23.7   | 16 3     |
| 17      | 8   | ビック・ウィルソン       | BRM                       | 4:26.0 | +48.0   | DNS 1    |
| 18      | 11  | ピーター・アランデル     | ロータス-BRM              | 5:01.2 | +1:23.2 | DNS 2    |
| ソース: |     |                          |                           |        |         |          |

追記
- ^1 - ボンドゥラントとウィルソンは、ともにNo.8のBRMをドライブした
- ^2 - マクラーレンとアランデルはマシントラブルのため、決勝出走を見合わせた[11]
- ^3 - 映画撮影用カメラカー[12]

### 決勝
| 順位    | No.  | ドライバー               | コンストラクター          | 周回数 | タイム/リタイア原因  | グリッド | ポイント |
| ------- | ---- | ------------------------ | ------------------------- | ------ | -------------------- | -------- | -------- |
| 1       | 6    | ジョン・サーティース     | フェラーリ                | 28     | 2:09:11.3            | 1        | 9        |
| 2       | 19   | ヨッヘン・リント         | クーパー-マセラティ       | 28     | +42.1                | 2        | 6        |
| 3       | 7    | ロレンツォ・バンディーニ | フェラーリ                | 27     | +1 Lap               | 5        | 4        |
| 4       | 3    | ジャック・ブラバム       | ブラバム-レプコ           | 26     | +2 Laps              | 4        | 3        |
| 5       | 18   | リッチー・ギンサー       | クーパー-マセラティ       | 25     | +3 Laps              | 8        | 2        |
| NC      | 22   | ギ・リジェ               | クーパー-マセラティ       | 24     | 規定周回数不足       | 12       |          |
| NC      | 27   | ダン・ガーニー           | イーグル-クライマックス   | 23     | 規定周回数不足       | 15       |          |
| Ret     | 15   | ジャッキー・スチュワート | BRM                       | 0      | アクシデント         | 3        |          |
| Ret     | 20   | ヨアキム・ボニエ         | クーパー-マセラティ       | 0      | アクシデント         | 6        |          |
| Ret     | 16   | マイク・スペンス         | ロータス-BRM              | 0      | アクシデント         | 7        |          |
| Ret     | 14   | グラハム・ヒル           | BRM                       | 0      | アクシデント         | 9        |          |
| Ret     | 10   | ジム・クラーク           | ロータス-クライマックス   | 0      | エンジン             | 10       |          |
| Ret     | 24 1 | ボブ・ボンドゥラント     | BRM                       | 0      | アクシデント         | 11       |          |
| Ret     | 4    | デニス・ハルム           | ブラバム-クライマックス   | 0      | アクシデント         | 13       |          |
| Ret     | 21   | ジョー・シフェール       | クーパー-マセラティ       | 0      | アクシデント         | 14       |          |
| Ret     | 28   | フィル・ヒル             | マクラーレン-フォード     | 1 2    | 映画撮影用カメラカー | 16       |          |
| DNS     | 24   | ブルース・マクラーレン   | マクラーレン-セレニッシマ |        | ホイールベアリング   |          |          |
| DNS     | 11   | ピーター・アランデル     | ロータス-BRM              |        | エンジン             |          |          |
| DNS     | 8    | ビック・ウィルソン       | BRM                       |        | ボンデュラントに交代 |          |          |
| ソース: |      |                          |                           |        |                      |          |          |

ラップリーダー
- 1=サーティース、2=バンディーニ、3=サーティース、4-23=リント、24-28=サーティース
- 周回数: サーティース - 7周、バンディーニ - 1周、リント - 20周

追記
- ^1 - ボンデュラントのカーナンバーは本来8だが、映画「グラン・プリ」撮影のため決勝のみ24を使用した[12]
- ^2 - カメラカーをドライブするP.ヒルも同時にスタートし、1周のみ走行した[12]

## 第2戦終了時点のランキング
|         | 順位 | ドライバー               | ポイント |
| ------- | ---- | ------------------------ | -------- |
| 1       | 1    | ロレンツォ・バンディーニ | 10       |
| 1       | 2    | ジャッキー・スチュワート | 9        |
| 4       | 3    | ジョン・サーティース     | 9        |
| 3       | 4    | ヨッヘン・リント         | 6        |
| 2       | 5    | グラハム・ヒル           | 4        |
| ソース: |      |                          |          |

|         | 順位 | コンストラクター    | ポイント |
| ------- | ---- | ------------------- | -------- |
| 1       | 1    | フェラーリ          | 15       |
| 1       | 2    | BRM                 | 9        |
|         | 3    | クーパー-マセラティ | 6        |
|         | 4    | ブラバム-レプコ     | 3        |
| ソース: |      |                     |          |

- 注:  トップ5のみ表示。ベスト5戦のみがカウントされる。